# Glück (2021)
Glück (deutscher Alternativtitel: Glück/Bliss, internationaler Titel: Bliss) ist ein deutscher Spielfilm von Henrika Kull aus dem Jahr 2021. Das Drama handelt von zwei Sexarbeiterinnen (dargestellt von Katharina Behrens und Adam Hoya), die sich in einem Berliner Bordell kennen und lieben lernen. Aus verschiedenen Gründen droht ihre Beziehung zu zerbrechen.
Der Film wurde im Jahr seiner Veröffentlichung ins Programm der 71. Berlinale aufgenommen und startete am 22. Juli 2021 bundesweit im Kino.

## Handlung
Die 42-jährige Maria stammt aus Brandenburg, hat sich aber unter dem Namen Sascha eine neue Existenz als Sexarbeiterin in Berlin aufgebaut. Sie arbeitet schon seit Jahren im Bordell Queens und ist gleichermaßen bei Kolleginnen und Gästen beliebt. Sie führt eine Beziehung mit Stefan, der aber plant, nach Portugal auszuwandern. Aus einer früheren Beziehung hat Sascha einen elfjährigen Sohn namens Max, der beim Vater im Brandenburg lebt. Sascha konnte zu ihm nie ein mütterliches Verhältnis aufbauen und hält die Besuche bei ihm möglichst kurz.
Eines Tages begegnet Sascha der 25-jährigen Maria. Unter dem Namen „Jessy“ beginnt die Italienerin als Sexarbeiterin im Queens. Sascha fühlt sich sofort von der vielfach tätowierten und queeren Maria angezogen, die in ihrer Freizeit Gedichte in einem Notizbuch verfasst. Maria träumt in Berlin von finanzieller Unabhängigkeit. Ihre tatsächliche Arbeit hält sie vor ihrem Vater geheim, mit dem sie regelmäßig telefoniert, während ihre Mutter verstorben ist. Als Maria eines Tages ihr Notizbuch im Bordell vergisst, lässt Sascha es ihr zukommen. Beide finden Gefallen aneinander und verbringen eine gemeinsame Nacht im Hotel. Schon bald sind sie ein unzertrennliches Paar.
Das private Glück bekommt Risse, als Sascha mit Maria in ihren Heimatort nach Brandenburg fährt, um das jährliche Dorffest mit Sohn Max nicht allein durchstehen zu müssen. Sie schockiert Familie und Freunde, als sie erzählt, dass Maria auch eine „Nutte“ sei. Maria wiederum will Saschas Bekannten Mike gefallen, was diese eifersüchtig macht. Beim Austreten im Wald wird Sascha von Mike und dessen Freund bedrängt, kann beide Männer aber abwehren. Auf der Rückfahrt nach Berlin verlangt Sascha ihren Wohnungsschlüssel von Maria zurück. Gleichzeitig bemerkt sie, dass Maria sehr viel erfolgreicher bei den Bordell-Kunden ankommt. Sascha begegnet einem Kunden mit Aggressivität. Die Situation eskaliert, als Mike eines Tages im Queens erscheint, um mit Sascha zu schlafen. Stattdessen holt er sich Maria aufs Zimmer, hat aber Erektionsprobleme und verlässt wütend das Bordell.
Sascha ist überfordert mit der Situation. Sie will Maria aus ihrer Wohnung werfen, im nächsten Moment küsst sie sie und bereut das Gesagte. Maria flüchtet aus der Wohnung und geht zurück nach Italien, wo sie das Grab ihrer Mutter besucht. Sie beginnt als Go-Go-Tänzerin zu arbeiten, kann aber Sascha nicht vergessen. Sascha wiederum gibt kurzfristig die Sexarbeit auf und kauft sich einen Aquarienfisch, den Maria in einer Zoohandlung bewundert und mit ihr verglichen hatte. Maria kehrt schließlich zu Sascha zurück, mit einem neuen Tattoo, das ihre Liebe bezeugt.

## Entstehungsgeschichte
Für Regisseurin Henrika Kull ist Glück der zweite Spielfilm, für den sie auch das Drehbuch verfasste. Im Jahr 2010 besuchte sie zu Recherchezwecken erstmals ein Bordell und zeigte sich fasziniert von dem Milieu und den dort angetroffenen Sexarbeiterinnen. Daraufhin setzte Kull ihre Nachforschungen auf diesem Gebiet über mehrere Jahre fort. Sie besuchte unterschiedliche Bordelle, in denen sie als Bardame arbeitete oder den Hausdamen assistierte und so mit Sexarbeiterinnen und Gästen ins Gespräch kam. Kull nahm die dort arbeitenden Frauen als meist sehr selbstbestimmt wahr, die ihre Grenzen selbst definierten. Bald schon kam in ihr der Gedanke, eine fiktive Liebesgeschichte in einem Berliner Bordell spielen zu lassen.
Für die Dreharbeiten kehrte Kull in ein Bordell zurück, in welchem sie die Hausdame und viele der dort arbeitenden Frauen bereits kannte. Ihr Ziel war es, die von den Schauspielern dargestellten Hauptfiguren der Sascha und Maria in einem natürlichen Umfeld agieren zu lassen. Kull und ihr Filmteam verbrachten viel Zeit im Bordell, mit und ohne Kamera. Obwohl sie auf Probleme stießen und nicht alle Sexarbeiterinnen im Film vorkommen wollten, agierten die Hauptdarsteller bald natürlicher vor Ort und wurden nicht mehr als „Fremdkörper“ wahrgenommen. Auch habe Kull den Frauen auf Augenhöhe begegnen und den „Arbeitsplatz Bordell in seiner alltäglichen Normalität zeigen“ wollen. In erster Linie sei Glück jedoch ein „Liebesfilm über zwei Frauen […], die nicht – oder nicht mehr – an die Liebe glauben“. Die Figur der Sascha wolle nicht verletzt werden und glaube nicht daran, glücklich werden zu können. Dem gegenüber stehe Maria, die fast „zwanghaft“ versuche, „ihre Unabhängigkeit zu bewahren“. „Das Ringen um die Chance auf tiefe Verbundenheit macht für mich den Kern der Erzählung aus“, so Kull.
Für die Hauptrollen von Sascha und Maria wurden die deutsche Schauspielerin Katharina Behrens und der italienische Künstler Adam Hoya verpflichtet. Während es für Behrens die erste Kinohauptrolle überhaupt ist, lebte Hoya über mehrere Jahre selbst von der Sexarbeit.
Glück wurde von Flare Film in Zusammenarbeit mit dem ZDF (Das kleine Fernsehspiel) koproduziert. Das Projekt erhielt eine Förderung von 200.000 Euro vom Medienboard Berlin-Brandenburg. Die Dreharbeiten fanden vom 19. September 2019 bis 13. Februar 2020 an Originalschauplätzen in Berlin, Brandenburg und Italien statt. Als Kulisse diente u. a. der Ortsteil Blumenow in der Stadt Fürstenberg/Havel. So mischten sich das Filmteam und die Schauspieler während des dortigen Erntedankfests im September 2019 unter die Besucher. Später wurden weitere Szenen beim Dorffest mit Laiendarstellern aus der Region gedreht.

## Rezeption
Glück wurde aufgrund der COVID-19-Pandemie erstmals im März 2021 während des „Industry Events“ der Berlinale gezeigt, wo der Film in die Sektion Panorama aufgenommen wurde. Eine reguläre Uraufführung fand am 9. Juni 2021 im Rahmen des Publikumsfestivals („Summer Special“) der Berlinale statt. Der deutsche Kinostart im Verleih von Salzgeber erfolgte am 22. Juli 2021.
Nadine Lange (Der Tagesspiegel) rezensierte das Werk in einer Kurzkritik als zauberhaft. Glück beginne „zu trudeln, fällt aber nicht, sondern beglückt“.
Das Berliner Stadtmagazin Siegessäule zählte Glück zu den queeren Höhepunkten der Berlinale.

## Auszeichnungen
Der Film wurde im Rahmen der Berlinale 2021 für den LGBTIQ-Preis Teddy Award nominiert. Darüber hinaus konkurrierte Glück im selben Jahr beim ukrainischen Molodist International Film Festival um den Sunny Bunny Prize als bester LGBTQ-Film.